# يان هاغت
يان هاغت (بالفرنسية: Yann Huguet)‏ هو دراج فرنسي، ولد في 2 مايو 1984 في Lesparre-Médoc ‏ في فرنسا.

## وصلات خارجية
- يان هاغت على موقع الاتحاد الدولي للدراجات (الإنجليزية)
- يان هاغت على موقع أرشيف الدراجات (الإنجليزية)
- يان هاغت على موقع إحصائيات الدراجات الإحترافية (الإنجليزية)
- يان هاغت على موقع نسبة الدراجات (الإنجليزية)
- يان هاغت على موقع CycleBase (الإنجليزية)